# Eliot Pattison
Pour les articles homonymes, voir Pattison.
Eliot Pattison (Joseph Eliot Pattison) (né le 20 octobre 1951) est un avocat international et un écrivain américain, spécialiste de la Chine et du Tibet, auteur de livres sur le commerce international et de romans policiers.

## Biographie
Sa carrière professionnelle consiste à conseiller et représenter des entreprises américaines et étrangères sur les investissements internationaux et les questions commerciales. 
Il écrit deux séries de romans policiers. Sa série "Inspecteur Shan" se déroule au Tibet, et met en vedette l'ancien inspecteur de police pékinois Shan Tao Yun. Le premier, également son premier roman, a remporté le prix Edgar-Allan-Poe en 2000. [1] Sa  série "Bone Rattler" met en scène un immigrant écossais en Amérique du Nord durant la période coloniale, près d'Albany, New York, durant la Guerre de Sept Ans (French and Indian War), opposant en Amérique au cours des années 1750 la Nouvelle-France aux colonies britanniques.

## Œuvre

### SérieInspecteur Shan
L'inspecteur Shan est en réalité un ancien inspecteur des finances du gouvernement de Pékin, condamné au Laogaï au Tibet pour avoir mis son nez dans des affaires de corruption impliquant de très hauts responsables politiques. Côtoyant des prisonniers tibétains, notamment des moines bouddhistes tibétains, confronté à leurs souffrances et leur abnégation, il a appris à accepter son nouvel état, respecter ses compagnons de geôle et leur philosophie; après sa libération officieuse (premier livre 'Dans la gorge du dragon'), il mettra ses compétences au service de ses nouveaux amis.
Ces livres sont d'abord édités chez Robert Laffont.
1. Dans la gorge du dragon, [« The Skull Mantra », 1999], trad. de Freddy Michalski, Paris, Éditions 10-18, 2009, 532 p.  (ISBN 978-2264049872)[1], Edgar Award 2000 du meilleur premier roman[2]. Dans ce premier livre, Shan est prié par un responsable local de résoudre une affaire de meurtre qui risque de tourner au bain de sang dans son lao gaï dont les prisonniers refusent désormais de continuer leurs travaux forcés.
2. Le Tueur du lac de pierre, [« Water Touching Stone », 2001], trad. de Freddy Michalski, Paris, Éditions 10-18, 2009, 704 p.  (ISBN 978-2264049889). Shan est envoyé par ses nouveaux compagnons résoudre des meurtres d'enfants tibétains orphelins, dont l'un s'avèrera être la réincarnation d'un lama d'un très ancien ordre du bouddhisme ancien.
3. L’Œil du Tibet , [« Bone Mountain », 2002], trad. de Freddy Michalski, Paris, Éditions 10-18, 2009, 656 p.  (ISBN 978-2264049896) : Shan accompagne des tibétains pour ramener dans une vallée éloignée un morceau d'une ancienne statue tibétaine, dérobé lors de la révolution culturelle mais récupéré par des purbas dans un musée de Pékin. Il se trouve confronté à un mystérieux dob-dob, et un monastère 'conforme' où les religieux officiels entretiennent d'étranges liens avec le bureau de sécurité publique et l'armée chinoise.
4. Les Fantômes de Lhadrung, [« Beautiful Ghosts », 2004], trad. de Freddy Michalski, Paris, Éditions 10-18, 2010, 576 p.  (ISBN 978-2264049896)
5. La Prière du tueur, [« Prayer of the Dragon », 2007], trad. de Freddy Michalski, Paris, Éditions 10-18, 2010, 512 p.  (ISBN 978-2264048509)
6. Le Seigneur de la mort, [« The Lord of Death », 2009], trad. de Freddy Michalski, Paris, Éditions Robert Laffont, 2010, 333 p.  (ISBN 978-2221104637)
7. Mandarin Gate (2012)
8. Soul of the Fire (2014)
9. Skeleton God (2017)
10. Bones of the Earth (2019)

### SérieDuncan McCallum
- Bone Rattler (2007)
- Eye of the Raven (2010)
- Original Death (2013)
- Blood of the Oak (2016)
- Savage Liberty (2018)
- The King’s Beast (2020)

### SérieHadrian Boone
- Ashes of the Earth (2011)